# Baiyang Hu
Baiyang Hu (白洋湖) är en sjö i Kina. Den ligger i provinsen Zhejiang, i den östra delen av landet, omkring 120 kilometer öster om provinshuvudstaden Hangzhou. Baiyang Hu ligger 7 meter över havet. Arean är 0,70 kvadratkilometer. Den ligger vid sjön Duhu Shuiku. I omgivningarna runt Baiyang Hu växer i huvudsak blandskog. Den sträcker sig 2,1 kilometer i nord-sydlig riktning, och 0,7 kilometer i öst-västlig riktning.
Genomsnittlig årsnederbörd är 1 778 millimeter. Den regnigaste månaden är juni, med i genomsnitt 285 mm nederbörd, och den torraste är januari, med 60 mm nederbörd.